# 西牛水库
西牛水库是中国广西壮族自治区玉林市博白县龙潭镇境内的一座水库，位于独流入海的的那交河支流企岭河上游，1955年动工兴建，次年1月建成。水库正常库容为956万立方米，集雨面积为5平方千米，海拔为47米。